# سكوت تومسون (لاعب كرة قدم أسترالية)
سكوت تومسون (بالإنجليزية: Scott Thompson)‏ هو لاعب كرة قدم أسترالية أسترالي، ولد في 14 مارس 1983 في أديلايد في أستراليا.

## وصلات خارجية
- سكوت تومسون على موقع AustralianFootball.com (الإنجليزية)
- سكوت تومسون على موقع AFLtables.com (الإنجليزية)